# Big Black
Big Black — американская панк-группа,  образовавшаяся в 1981 году в Чикаго, штат Иллинойс, вокалистом, гитаристом, автором песен (и впоследствии известным продюсером) Стивом Альбини и исполнявшая экспериментальный нойз-рок с элементами индастриала, пост-панка и хардкора. В Trouser Press «царапающий, угловатый, сверхсерьёзный и в высшей степени умный рок» характеризуется как гибрид «Gang of Four, Public Image Ltd. и Крестоносцев (последнее — не название группы)».
Группа просуществовала пять лет, не имела коммерческого успеха (к которому и не стремилась), но оказала существенное влияние на развитие американской рок-сцены, оказавшись в числе основоположников жанра пост-хардкора и индастриал-рока. Критика относила Big Black к нойз-року (позже — к индастриалу), но сами участники группы всегда считали себя панк-исполнителями (в числе своих основных влияний Альбини называл Suicide, Wire, Ramones, Killing Joke, Gang of Four и Public Image Ltd).
Особое внимание музыкальная критика всегда обращала на провокационные тексты Альбини; излюбленными темами последнего были мизантропия, садизм, убийство, растление малолетних, жестокое обращение с животными, сексуальные перверсии, шовинизм, сексизм, мизогиния и расизм.
После роспуска группы (по его словам, чтобы она «не просрочилась» и «не застоялась на сцене») Альбини собрал команду Rapeman, а затем Shellac, которые являются своего рода продолжением и развитием идей Big Black в музыкальном плане.
Группа воссоединялась лишь один раз: реюнион группы произошёл в 2006 году (в составе Альбини — Пеззати — Дюранго) на фестивале, приуроченном двадцатипятилетнему юбилею лейбла Touch & Go. Группа сыграла на фестивале всего четыре песни. Больше реюнионов у группы не было.

## Дискография

### Студийные альбомы
- Atomizer (Homestead, 1986)
- Songs About Fucking (Touch and Go, 1987)

### Концертные альбомы
- Sound of Impact (Blast First, 1987)
- Pigpile (Touch and Go, 1992)

### Сборники
- The Hammer Party (Homestead, 1986)
- The Rich Man’s Eight Track Tape (Touch and Go, 1987)

### Бутлеги
- Tonight We Walked with Giants Live in England 7-24-87 (Unknown, Unknown)

### EPs
- Lungs (Ruthless, 1982)
- Bulldozer (Ruthless, 1983)
- Racer-X (Homestead, 1984)
- Big Money (Promotional EP) (Homestead, 1986)
- Headache (Touch and Go, 1987)

### Синглы
- Rema Rema (приложение к журналу Forced Exposure, 1985)
- Il Duce (Homestead, 1986)
- Heartbeat (Touch and Go, 1987)
- He’s a Whore/The Model (Touch and Go, 1987)